# Казанский 64-й пехотный полк
64-й пехо́тный Каза́нский полк — воинская часть в составе Русской императорской армии.

## Места дислокации
1771 — в Леале (Лихула), Эстляндия. Полк входил в состав Эстляндской дивизии.
В 1820 г. — Махновка. Полк входил в состав 18-й пехотной дивизии.

## Наименования
- Сформирован 09.06.1724 г., как Ширванский пехотный полк, в составе Низового корпуса в Баку из роты Гренадерского Князя Барятинского полка, 4-х рот Азовского и 4-х рот Казанского пехотных полков.
- С 25.04.1762 г. по — 05.07.1762 г. — Мушкетёрский генерал-майора Карла Бахмана полк.
- С 29.11.1796 г. — Ширванский мушкетёрский полк.
- С 31.10.1798 г. — Мушкетёрский генерал-майора Князя Горчакова полк.
- С 01.11.1798 г. — Мушкетёрский генерал-лейтенанта Нефедьева полк.
- С 13.08.1800 г. — Мушкетёрский генерал-майора Князя Волконского 3-го полк.
- С 15.10.1800 г. — Мушкетёрский генерал-майора Лаврова полк.
- С 31.03.1801 г. — Ширванский мушкетёрский полк.
- С 22.02.1811 г. — Ширванский пехотный полк.
- Составлен 04.11.1819 г., как Казанский пехотный полк
- С 28.01.1833 г. — Казанский егерский полк
- С 26.08.1839 г. — Егерский Его Императорского Высочества Великого Князя Михаила Павловича полк, в связи с назначением шефа.
- С 19.09.1849 г. — Егерский Его Императорского Высочества Великого Князя Михаила Николаевича полк, по случаю кончины прежнего шефа и назначением нового.
- С 17.04.1856 г. — Пехотный Его Императорского Высочества Великого Князя Михаила Николаевича полк.
- С 19.02.1857 г. — Казанский пехотный Его Императорского Высочества Великого Князя Михаила Николаевича полк.
- С 25.03.1864 г. — 64-й пехотный Казанский Его Императорского Высочества Великого Князя Михаила Николаевича полк.
- С 30.12.1909 г. — 64-й пехотный Казанский полк, по случаю кончины шефа.[3]

## Формирование и кампании полка

### Сформирование полка иСеверная война
Полк сформирован в Москве 25 июня 1700 г. генералом Вейде из рекрут, в составе 10 рот, под названием пехотного Ивана фон Дельдена полка. 19 ноября того же года полк принял участие в сражении со шведами под Нарвой. В следующем году полк участвовал в разбитии Шлиппенбаха при Гуммельсгофе, а затем в штурмах Мариенбурга (1702), Ниеншанца (1703), Ямбурга (1703) и Дерпта (1704).
В 1703 году при полку была сформирована гренадерская рота, в 1706 г. полк стал называться полком Алларта, а 10 марта 1708 года наименован Казанским пехотным. В этом же году полк выделил свою гренадерскую роту на сформирование гренадерского Бильса полка. 27 июня 1709 года казанцы приняли участие в Полтавской битве, а в следующем году находились при осаде Риги.
В 1711 году полк участвовал в Прутском походе, а в 1712 г. Казанцы были посажены на суда галерного флота и 8 лет провели в Финляндии, неся службу на галерах и участвуя в нескольких поисках в Швецию и на Аландские острова.

### 1722—1747
В 1722 году четыре роты Казанского полка были назначены в состав Низового корпуса и, приняв участие в походе в Персию, находились 23 августа 1722 году при занятии Дербента. 9 июня 1724 года эти роты поступили на сформирование Ширванского пехотного полка, а вместо них при Казанском полку были сформированы новые роты. С 16 февраля по 13 ноября 1727 года полк носил имя 1-го Рязанского пехотного полка.
В 1736 году полк принял участие в Крымском походе и находился при осаде Азова. В русско-шведскую войну 1741—1742 годов Казанский полк участвовали в блокаде Гельсингфорса.
27 января 1747 года полк был приведён в трёхбатальонный состав с тремя гренадерскими ротами.

### Семилетняя война
В 1757 году полк принял участие в Семилетней войне и сражался при Гросс-Егерсдорфе, Цорндорфе, Пальциге, Кунерсдорфе и осаждал Кольберг. В царствование императора Петра III полк назывался с 25 апреля по 5 июня 1762 года полком генерал-майора князя Н. Голицына.

### Кавказские походы

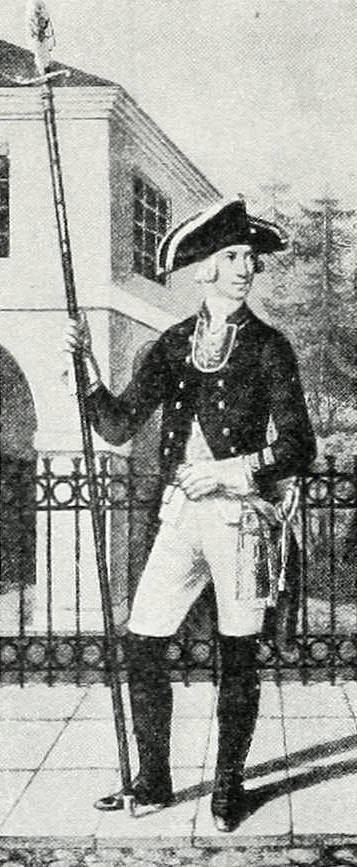
Обер-офицер Казанского мушкетерского полка (1797—1801)

В 1768 году полк выступил в Польшу и затем в 1774 году принял участие в русско-турецкой войне.
В 1785 году Казанский полк был назначен в состав Кавказского корпуса и занял квартиры на границе Большой Кабарды. Во время русско-турецкой войны 1787—1792 годов казанцы участвовали в походе за Кубань и находились 22 июня 1791 года при штурме Анапы. В 1796 году полк выступил с графом В. А. Зубовым в Персидский поход и находился при взятии Дербента. По вступлении на престол императора Павла I полк был приведён в состав двух батальонов и наименован мушкетёрским, а затем назывался именами шефов: генерал-лейтенанта Киселёва (с 31 октября 1798 года), генерал-майора Бриземана фон Неттинга (с 24 февраля 1799 года) и генерал-майора Кнорринга 2-го (с 2 марта 1799 года).
31 марта 1801 года полк назван Казанским мушкетёрским и приведён в трёхбатальонный состав. В 1806 году казанцы приняли участие в походе генерала Булгакова из Дербента в Баку для наказания бакинцев за убийство князя Цицианова.
С 1807 года полк был расположен на Кавказской линии и в течение 10 лет нёс тяжёлую кордонную службу, отбиваясь от многочисленных нападений горцев.

### 1811—1833
22 февраля 1811 года полк назван пехотным. 4 ноября 1819 года по распоряжению генерала Ермолова Казанский полк был наименован Ширванским пехотным и отправлен с Кавказа в Россию. Переименование это, в связи с переформированием Кабардинского и Ширванского полков, внесло в хронику этих полков значительную путаницу, которая продолжалась до 26 мая 1825 года, когда все три полка получили по Высочайшему повелению свои старые имена.
10 марта 1824 года 3-й батальон полка был назначен в состав поселённых войск и расположился в Херсонской и Екатеринославской губерниях. После уничтожения военных поселений батальон этот вошёл в состав бригады резервных батальонов VII корпуса.
В то время командиром полка был подполковник П. В. Аврамов, состоявший членом Южного общества; после восстания декабристов он был осуждён по IV разряду на 15 лет каторжных работ.
В русско-турецкую войну 1828—1829 годов 1-й и 2-й батальоны казанцы участвовали в осаде Браилова и при неудачном штурме этой крепости в ночь на 3 июня, прикрывая отступление наших войск, выказали особое отличие, потеряв в кровопролитном бою 354 нижних чинов и 13 офицеров. За это полку пожалован 8 июня 1828 года «поход за военное отличие». После сдачи Браилова казанцы находились в числе войск, блокировавших Шумлу и участвовали в сражении 8 июля против турецкой кавалерии.
28 января 1833 года, при переформировании всей пехоты, полк, с присоединением к нему 26-го егерского полка, был наименован Казанским егерским и приведён в состав 4 действующих и 2 резервных батальонов.

### 26-й егерский полк
26-й егерский полк вёл своё начало от батальона Санкт-Петербургских городовых дел, сформированного в 1710 году. Батальон этот был переформирован 7 сентября 1765 года в два батальона ведомства Конторы домов и садов, которые 14 января 1785 года составили Софийский пехотный полк. В царствование Павла I Софийский полк носил следующие названия: с 31 октября 1798 года — генерал-майора Дохтурова, а с 22 июля 1800 года — генерал-майора Нечаева. наименованный 29 марта 1801 года снова Софийским, полк был назван 19 октября 1810 года 35-м егерским, а в 1819 году — 26-м егерским.

### 1839—1849
26 августа 1839 г., в день открытия памятника на Бородинском поле, великий князь Михаил Павлович, под начальством которого Казанцы отличились при штурме Браилова, был назначен их шефом, и полк назван егерским великого князя Михаила Павловича полком.
В 1845 г. 3-й батальон был отчислен на пополнение Виленского егерского полка, а вместо него при полку был сформирован новый батальон.
28 августа 1849 г. великий князь Михаил Павлович скончался, и 19 сентября того же года великий князь Михаил Николаевич был назначен шефом полка, которому присвоено наименование по шефу.

### Крымская война
11 января 1854 г. полк выступил в поход в Молдавию и расположился на границах Трансильвании. Одновременно с этим для полка были сформированы в России из бессрочно-отпускных 7 и 8-й запасные батальоны.
Назначенный на усиление войск в Крыму, полк 30 августа 1854 г. прибыл в Симферополь и 8 сентября принял участие в сражении при Альме. В этот день полк, находясь на правом фланге, отбил несколько атак союз войск и потерял 3 штаб- и 25 обер-офицеров и 1254 нижних чинов. После отступления на р. Качу полк находился на позиции у Инкерманских высот.
В Инкерманском сражении 24 октября (5 ноября) 1854 год полк численным  составом 2026 человек прикрывал Бахчисарайскую дорогу.
23 марта 1855 года Казанцы вошли в состав Севастопольского гарнизона и находились на Малаховом кургане и на Селенгинском и Волынском редутах. Переведённый 13 апреля на 4-й бастион для работ, полк занимал во время осады Севастополя следующие укрепления: с 24 апреля — редут №1 Шварца, с 24 июля— 7-й бастион, с 3 августа — Корабельную сторону и с 23 августа — батарею №6 Жерве. 27 августа полк геройски выдержал упорный бой за батарею и, потеряв 17 офицеров и 503 нижних чинов, отступил на Северную сторону, под командой старшего из уцелевших офицеров, штабс-капитана Гинглятта.
Геройская оборона Севастополя дорого обошлась полку, который потерял за это время 42 офицеров и 2720 нижних чинов. За доблестную службу на бастионах Севастополя в течение пяти месяцев полк получил 30 августа 1856 г. Георгиевские знамёна с надписью: «За Севастополь в 1854 и 1855 гг.».

### 1856—1864
17 апреля 1856 г., после реорганизации егерских полков, полк был наименован пехотным великого князя Михаила Николаевича полком. В этом же году запасные и резервные батальоны его были уничтожены, а в 4 действующих батальонах его сформированы стрелковые роты.
19 марта 1857 г. к названию полка снова присоединено наименование Казанского. 25 марта 1864 г. к названию полка был присоединён № 64, и 13 августа того же года 4-й батальон поступил на образование 19, 20, 21 и 25-го резервных батальонов.

### Русско-турецкая война 1877—1878 гг.

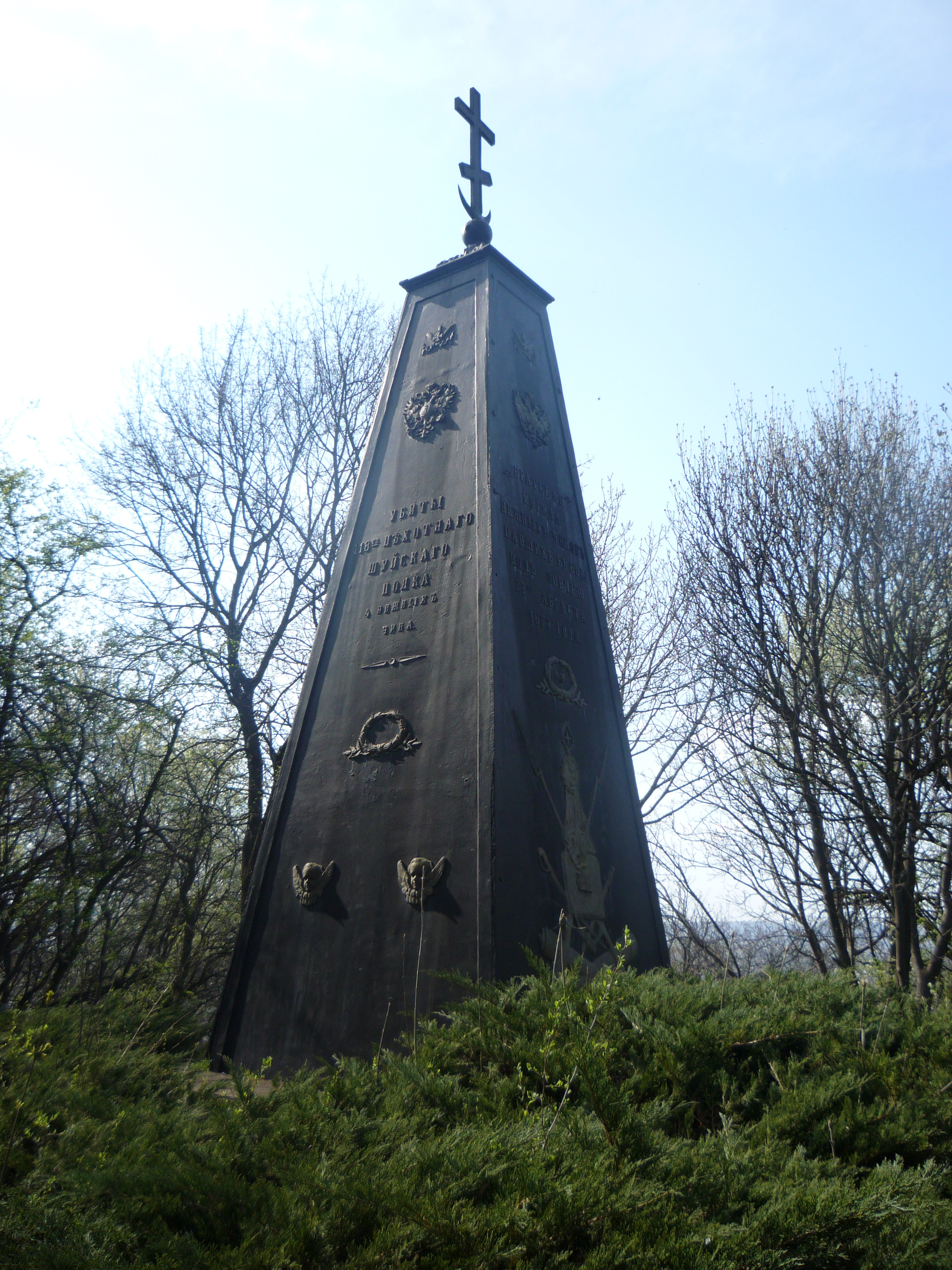
Памятник одиннадцати нижным чинам 64-го Казанского пехотного полка в Ловече, Болгария, погибшим 22 августа 1877 года при освобождении города.

В русско-турецкую войну 1877—1878 гг. полк, переправившись 13 июля через Дунай, участвовал 22 августа во взятии Ловчи и в неудачном штурме Плевны 30 августа, во время которого Казанцы, овладевшие неприятельскими траншеями, но не поддержанные своевременно, принуждены были отступить с потерей 20 офицеров и 661 нижних чинов.
Под командой генерал-адъютанта Скобелева 2-го, полк совершил тяжёлый зимний поход через Балканы и 28 декабря принял участие в Шейновском бою, поддержав атаку Углицкого полка. За означенное отличие полку были пожалованы 17 апреля 1878 г. знаки на головные уборы с надписью: «За отличие в сражении при Шейнове 28 декабря 1877 г.», а генерал Скобелев был зачислен 22 августа 1878 г. в списки полка.

### 1879—1909 гг.
В 1879 г. из трёх стрелковых рот и вновь образованной 16-й роты сформирован 4-й батальон.
25 июня 1900 г. полк праздновал 200-летний юбилей и получил новое Георгиевское знамя в надписью: «За Севастополь в 1854 и 1855 гг.» и «1700—1900» с Александровской юбилейной лентой.
5 декабря 1909 г. скончался шеф полка великий князь Михаил Николаевич, и полк был снова наименован 30 декабря 1909 г. 64-м пехотным Казанским.
Полковой праздник — 15 августа.
Первая мировая война
В январе 1915 г. участвовал в операции у Воли Шидловской. 
1 июня 1915 г. в бою у дер. Рогузно полк захватил 4 орудия, 6 пулеметов, 14 офицеров и 508 нижних чинов германцев.

## Знаки отличия полка
- Полковое Георгиевское знамя, с надписями «За Севастополь в 1854 и 1855 годах» и «1700—1900», с Александровской юбилейной лентой. Пожаловано 25 июня 1900 г.
- Поход за военное отличие, пожалованный полку 8 июня 1828 г., за отличие при осаде крепости Браилова, особенно при штурме 3 июня 1828 г.
- Знаки на головные уборы «За отличие в сражении при Шейнове 28 декабря 1877 г.». Пожалованы 17 апреля 1878 г.

## Командиры полка
- 01.01.1795 — 16.08.1798 — полковник Дельпоццо, Иван Петрович
- 16.08.1798 — 10.12.1800 — майор (с 12.09.1798 подполковник, с 31.10.1799 полковник) Ахвердов, Александр Исаевич
- 28.01.1801 — 27.08.1802 — подполковник Угличанин, Василий Васильевич
- 27.08.1802 — 23.09.1804 — подполковник Астафьев, Александр Иванович
- 25.12.1806 — 22.06.1815 — майор (с 30.08.1811 подполковник) Подпрятов, Николай Данилович
- 22.06.1815 — 30.08.1816 — полковник Дебу, Иосиф Львович
- 28.12.1816 — 04.11.1819 — подполковник Подпрятов, Николай Данилович
- 04.11.1819 — 30.08.1822 — полковник Берхман, Ермолай Евстафьевич
- 30.08.1822 — 20.01.1826[7] — подполковник (с 26.11.1823 полковник) Аврамов, Павел Васильевич
- 20.01.1826 — 11.12.1831 — подполковник (с 01.07.1828 полковник) Розлач, Данила Степанович
- 11.12.1831 — 21.04.1833 — полковник Коровяков, Иван Родионович
- 21.04.1833 — 24.10.1838 — полковник (с 03.04.1838 генерал-майор) Чичагов, Родион Александрович
- 04.11.1838 — 22.03.1847 — полковник (с 25.06.1845 генерал-майор) Кареев, Василий Елисеевич
- 23.03.1847 — 06.05.1854[8] — полковник (с 30.03.1852 генерал-майор) Кашперов, Василий Яковлевич
- 26.05.1854 — 08.09.1854[9] — полковник Селезнёв, Иван Николаевич
- 19.01.1855 — 08.03.1856 — полковник Гасфорт, Всеволод Густавович
  - в 1855 — штабс-капитан Гинглятт, Тимофей Мартынович (временно)
- 08.03.1856 — 18.06.1863 — полковник Минькович-Петровский, Александр Андреевич
- 18.06.1863 — 07.11.1864 — полковник Плечков, Пётр Михайлович
- 14.11.1864 — 20.01.1870 — полковник Цытович, Виктор Степанович
- 20.01.1870 — 13.01.1872 — полковник Дохтуров, Николай Иванович
- 13.01.1872 — 03.08.1877[10] — полковник Тебякин, Владимир Александрович
- 03.08.1877 — 17.01.1879 — полковник Лео, Михаил Христофорович
- 13.02.1879 — 17.04.1881 — полковник Маневский, Григорий Степанович
- 17.04.1881 — 13.05.1886 — полковник Копанский, Николай Васильевич
- 18.06.1886 — 26.04.1889 — полковник Жерве, Всеволод Карлович
- 13.05.1889 — 25.03.1897 — полковник Кадилов, Александр Назарович
- 08.04.1897 — 14.04.1899 — полковник Благовещенский, Александр Александрович
- 13.05.1899 — 20.09.1901 — полковник Пржецлавский, Александр Николаевич
- 03.10.1901 — 29.07.1903 — полковник Перепечин, Кирилл Иванович
- 30.07.1903 — 10.04.1907 — полковник фон Гернгрос, Алексей Алексеевич
- 30.04.1907 — 22.03.1911 — полковник Леонтьев, Владимир Георгиевич
- 11.04.1911 — 06.11.1912 — полковник Божков Диомид Дементьевич
- 06.11.1912 — 25.05.1915 — полковник (с 03.04.1915 генерал-майор) Иванов, Александр Михайлович
- 07.06.1915 — 26.04.1916 — полковник фон Галлер, Сергей Петрович
  - хх.хх.хххх — 10.04.1916 — вр. и. д. полковник Гамрат-Курек, Ксенофонт Иосифович
- 11.05.1916 — 16.04.1917 — полковник Поливанов, Андрей Николаевич
- 29.04.1917 — хх.хх.хххх — полковник Петров, Николай Иванович

## Шефы полка
- 1706—1707 — генерал-поручик Галлард, Людвиг-Николай
- в 1762 — генерал-майор Голицын, Николай
- 03.12.1796 — 24.02.1799 — генерал-майор (с 10.03.1798 генерал-лейтенант) Киселёв, Фёдор Иванович
- 24.02.1799 — 02.03.1799 — генерал-майор Бриземан фон Неттинг, Иван Иванович
- 02.03.1799 — 11.09.1802 — генерал-лейтенант Кнорринг, Карл Фёдорович
- 14.09.1802 — 04.12.1807 — генерал-майор Мейер, Андрей Казимирович
- 12.12.1807 — 11.11.1809 — генерал-майор Ратьков, Абрам Петрович
- 16.11.1809 — 22.06.1815 — полковник Дебу, Иосиф Львович
- 26.08.1839 — 19.09.1849 — великий князь Михаил Павлович
- 19.09.1849 — 30.12.1909 — великий князь Михаил Николаевич

## Известные люди, служившие в полку
- Алексеев, Михаил Васильевич — генерал от инфантерии, главнокомандующий армиями Северо-Западного фронта во время Первой мировой войны.
- Балакирев, Алексей Фёдорович — комдив РККА, служил в полку вольноопределяющимся в 1916—1917 гг.
- Богдасаров, Николай Микиртичевич — герой русско-японской войны.
- Борисов, Вячеслав Евстафьевич — военный писатель, автор полковой истории Казанского полка.
- Голубев, Константин Дмитриевич — генерал-лейтенант РККА, воевал в полку офицером в 1917 г.
- Кочетков, Василий Николаевич — «солдат трёх императоров».
- Попов, Михаил Герасимович — генерал-лейтенант, герой Крымской войны.
- Троцкий, Виталий Николаевич — генерал от инфантерии, Виленский, Ковенский и Гродненский генерал-губернатор.

## Другие формирования этого имени
- 9-й драгунский Казанский полк — сформирован 15 июня 1701 г. как драгунский Михаила Зыбина полк; имя Казанского полка носил с 1708 г. (с перерывами); с 1740 по 1841 гг. числился как кирасирский. Подробнее см. соответствующую статью.
- Казанский гарнизонный полк — сформирован в 1711 г. под названием Казанского гарнизона Комендантского полка; с 1891 г., после нескольких преобразований, существовал как Свияжский резервный батальон (в 1910 г. преобразован в 193-й пехотный Свияжский полк[11].

## В культуре
В Казанском полку в романе А. Н. Толстого «Хождение по мукам» во время Первой мировой войны служит один из главных героев — И. И. Телегин.

## Галерея памятников Болгарии

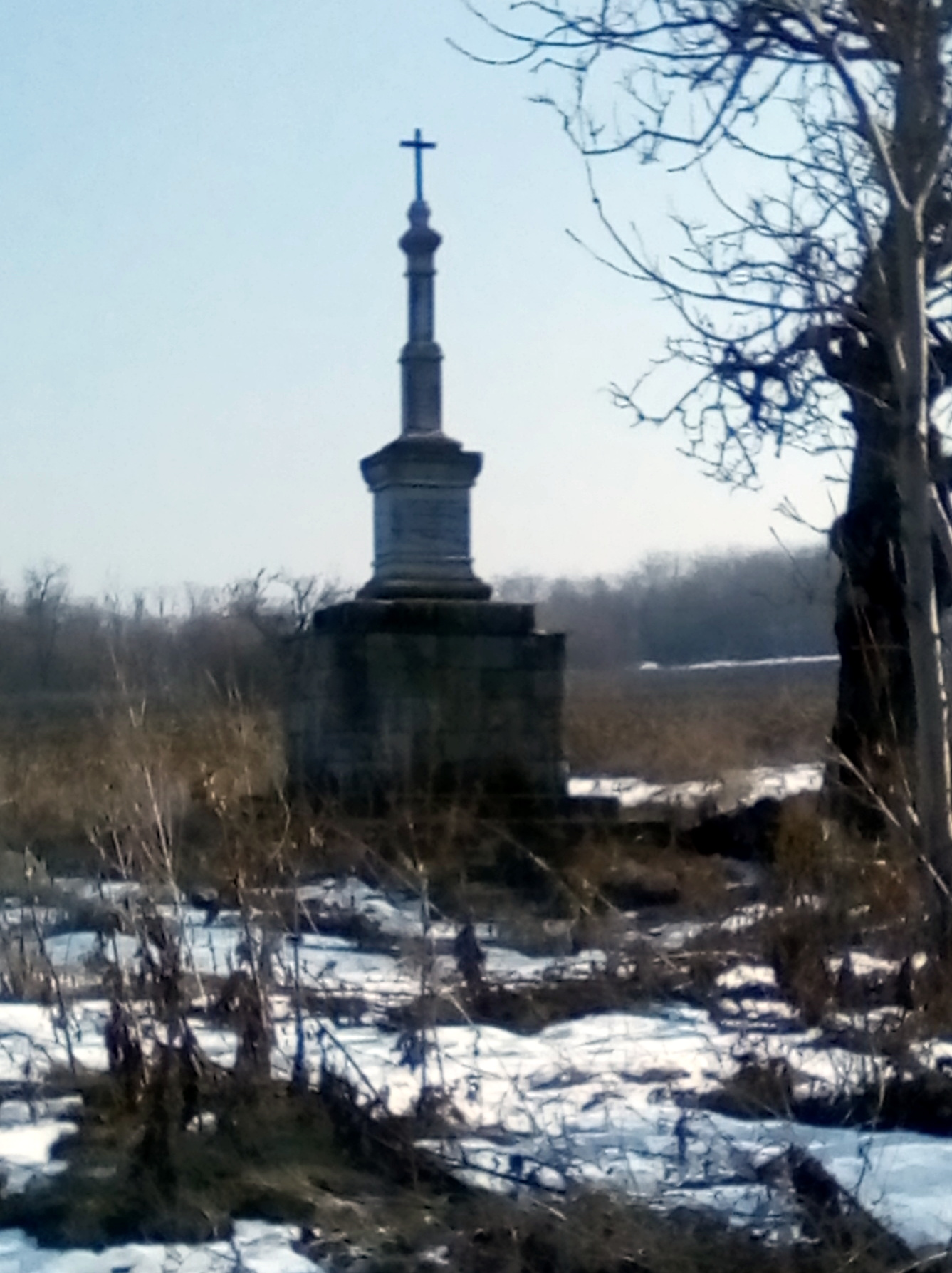
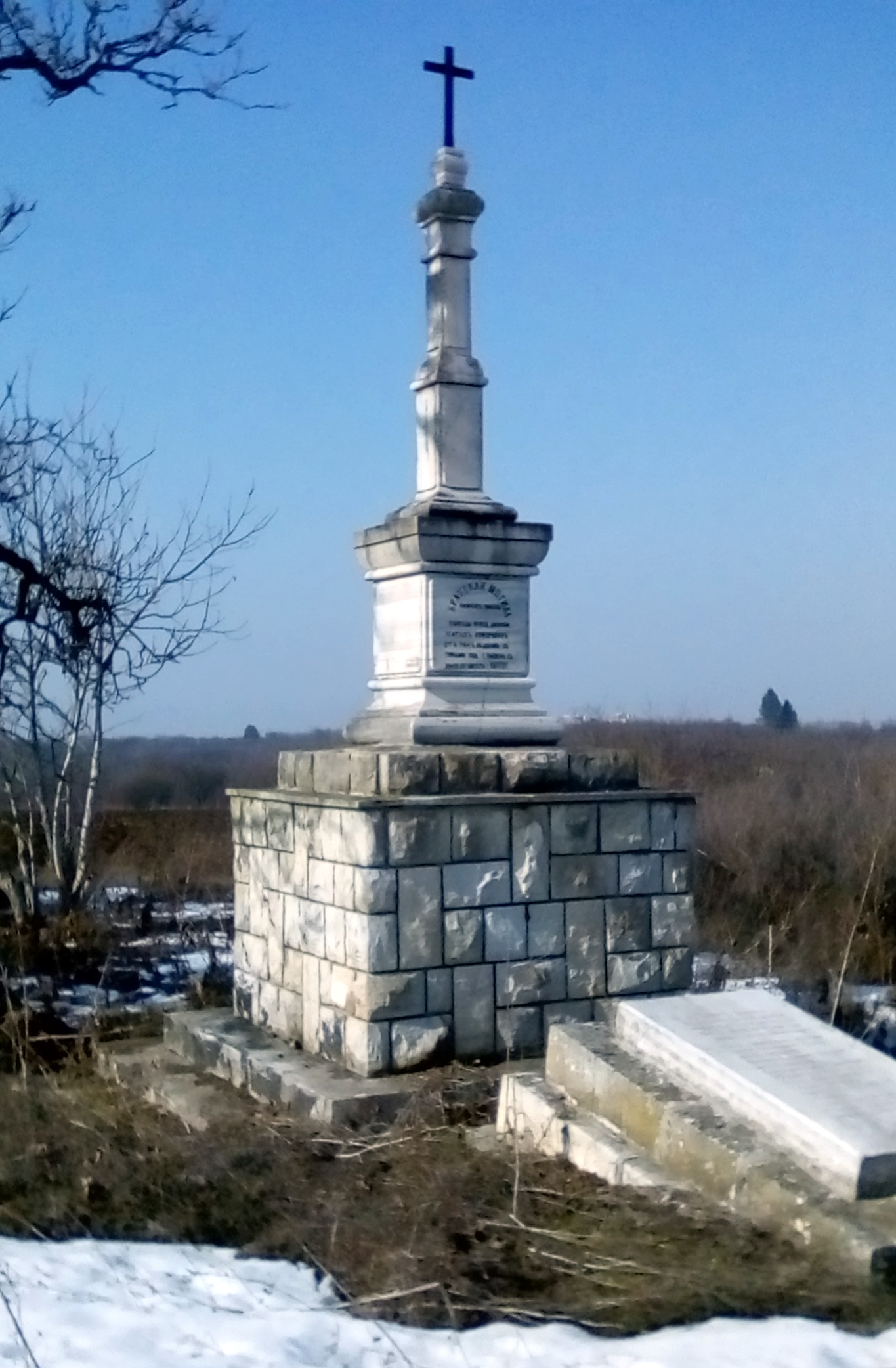
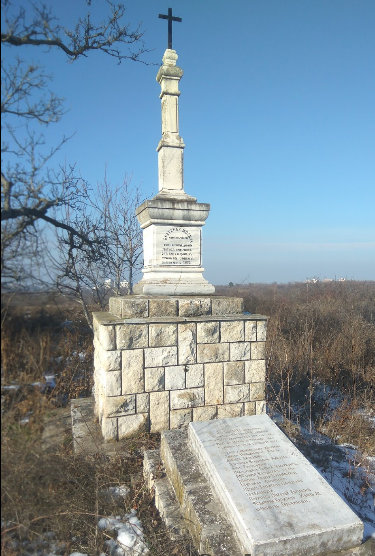
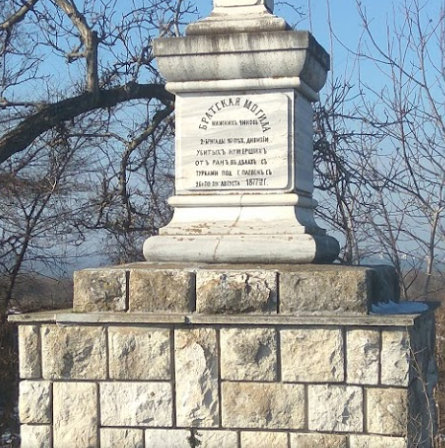
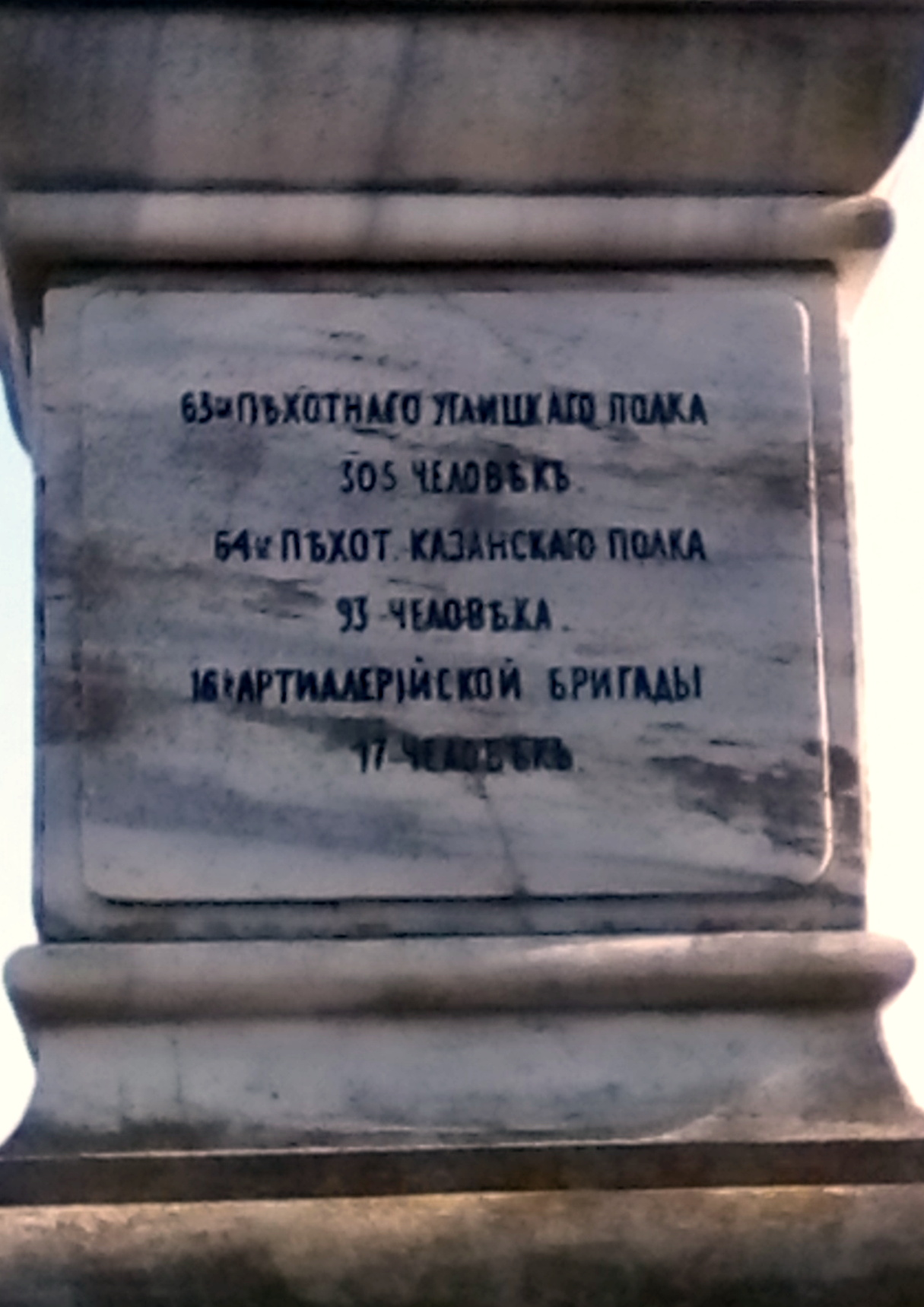
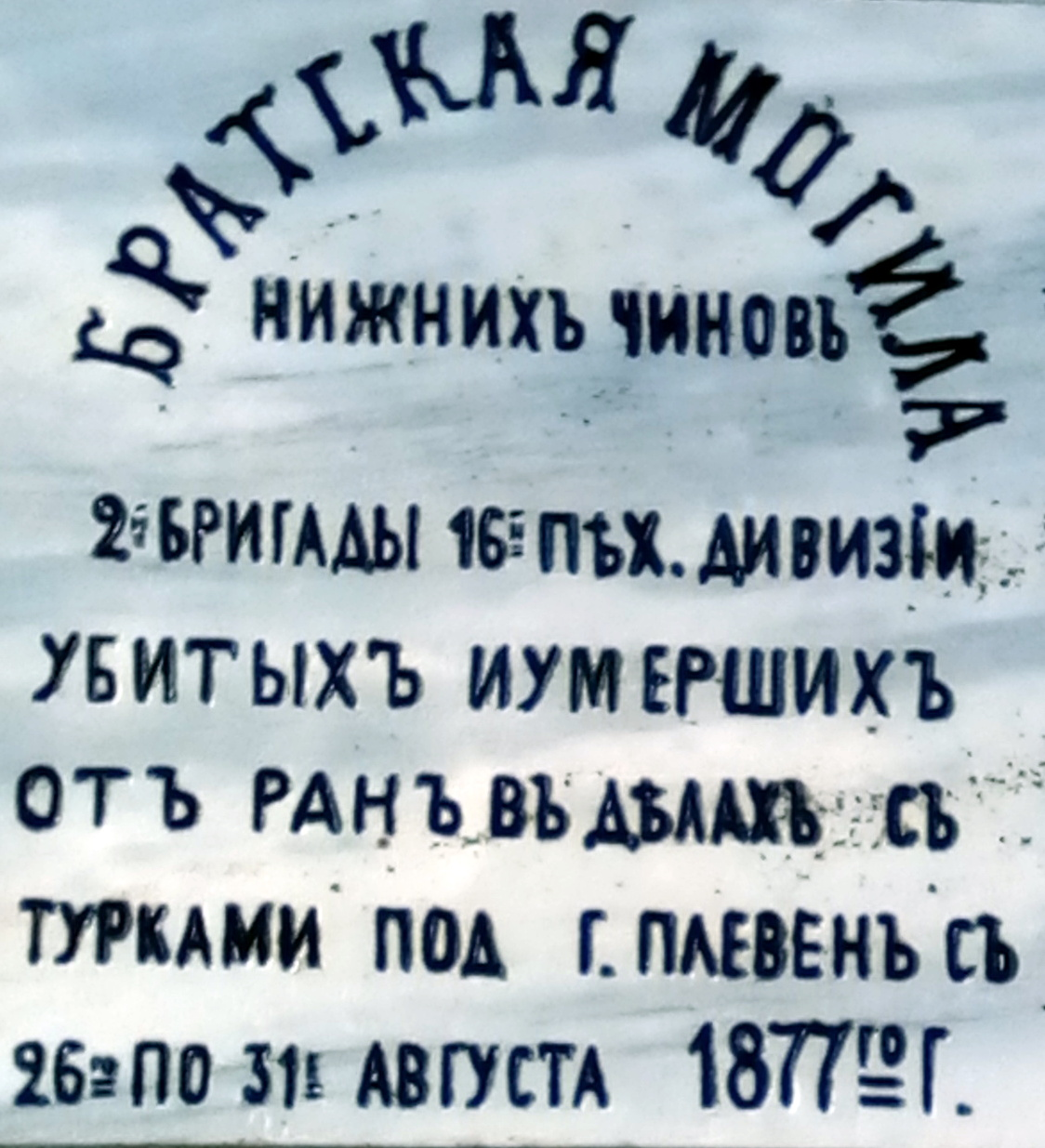
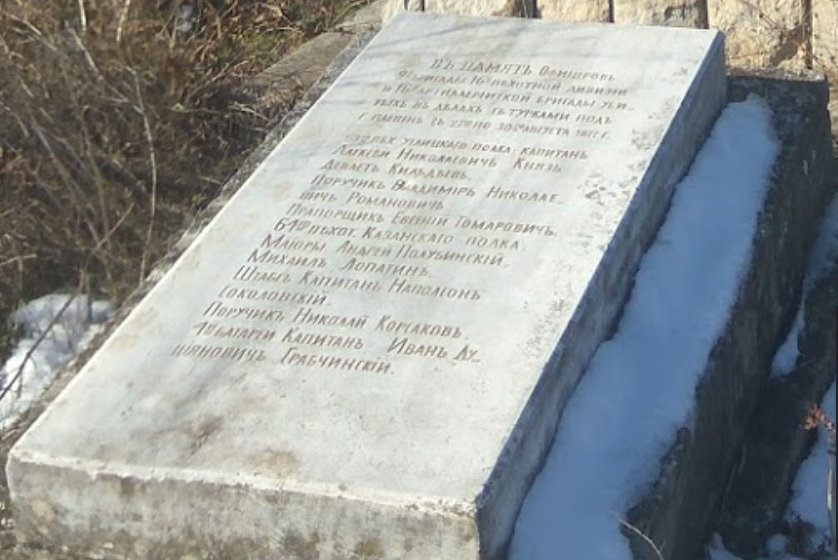
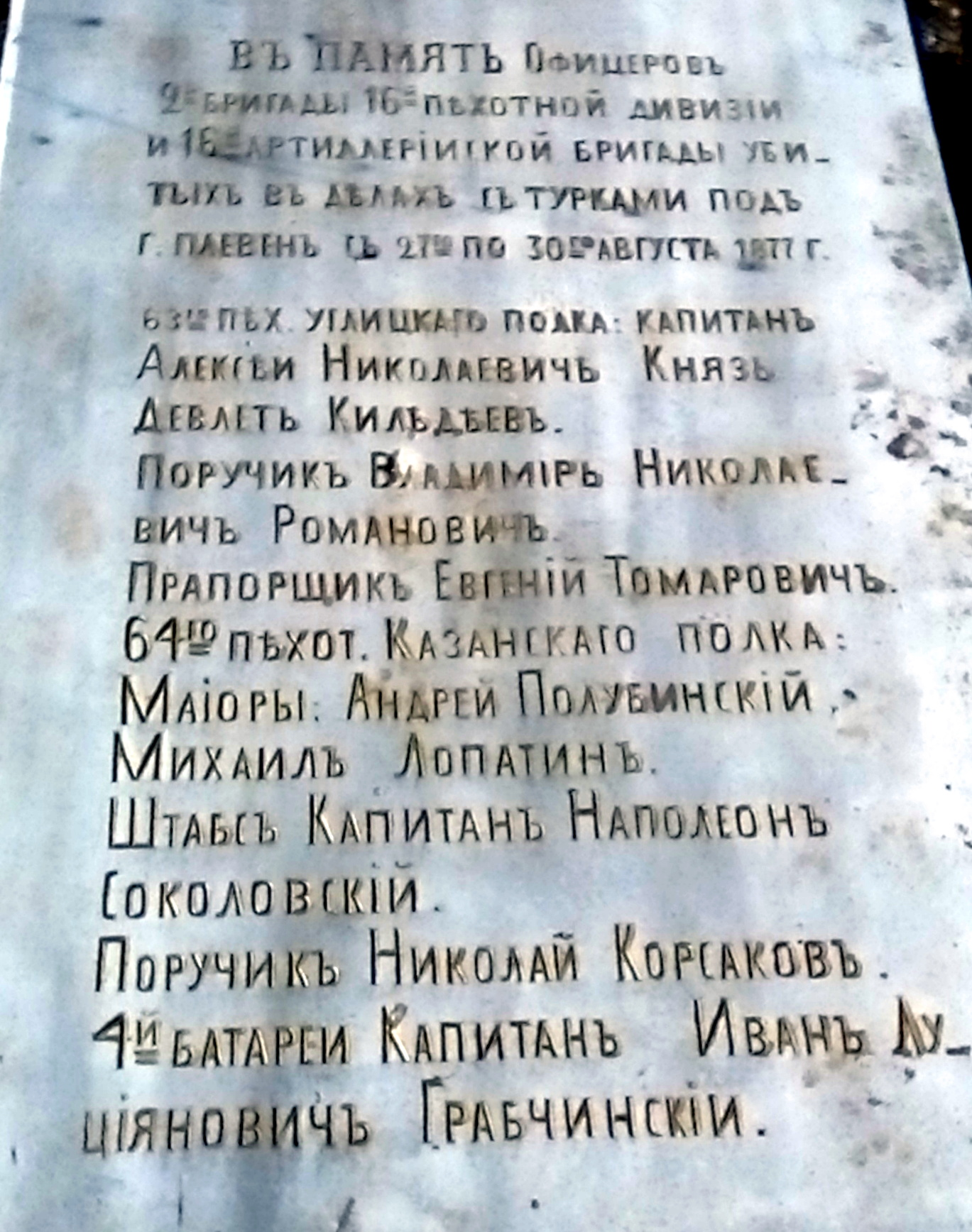
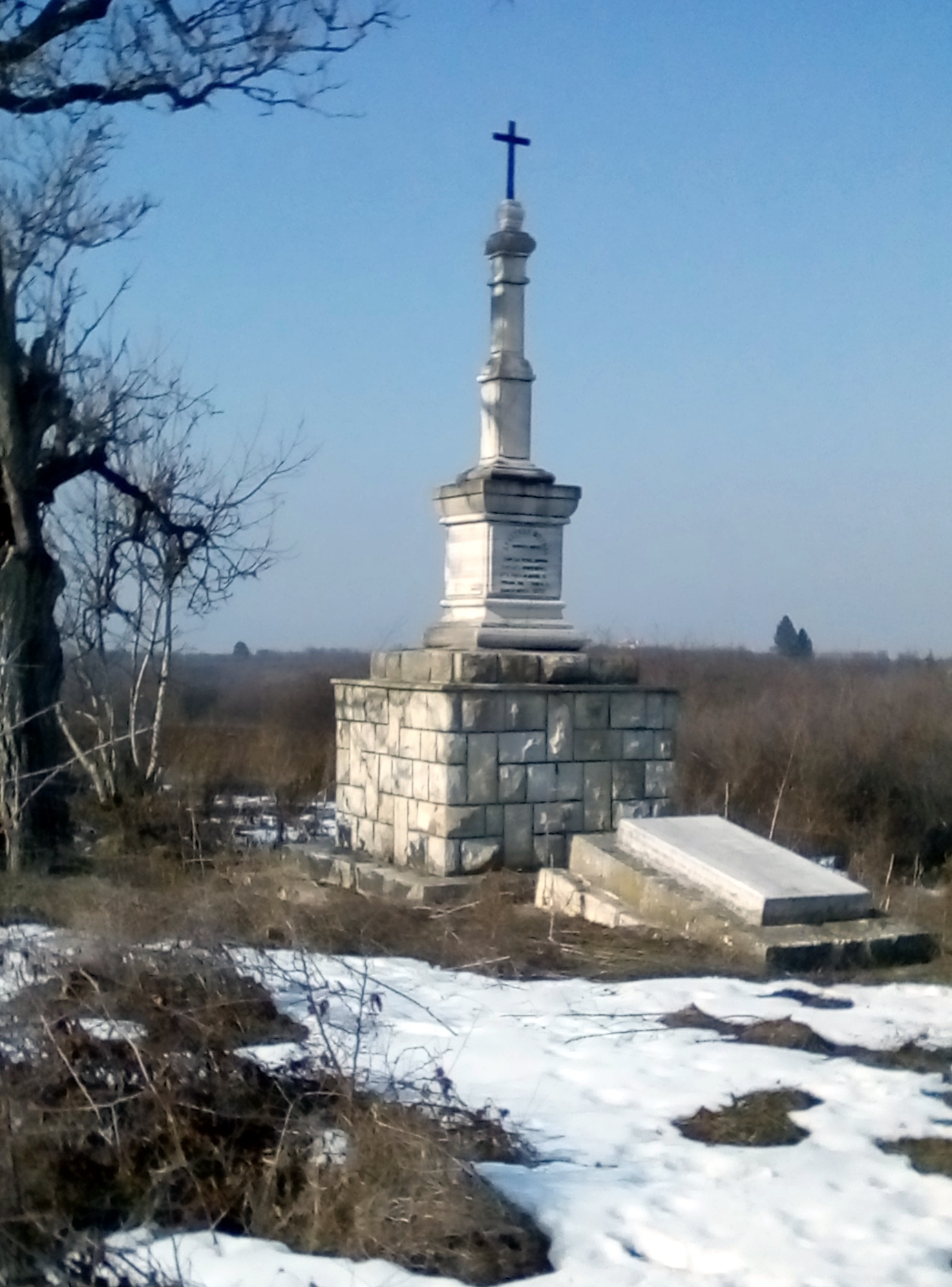
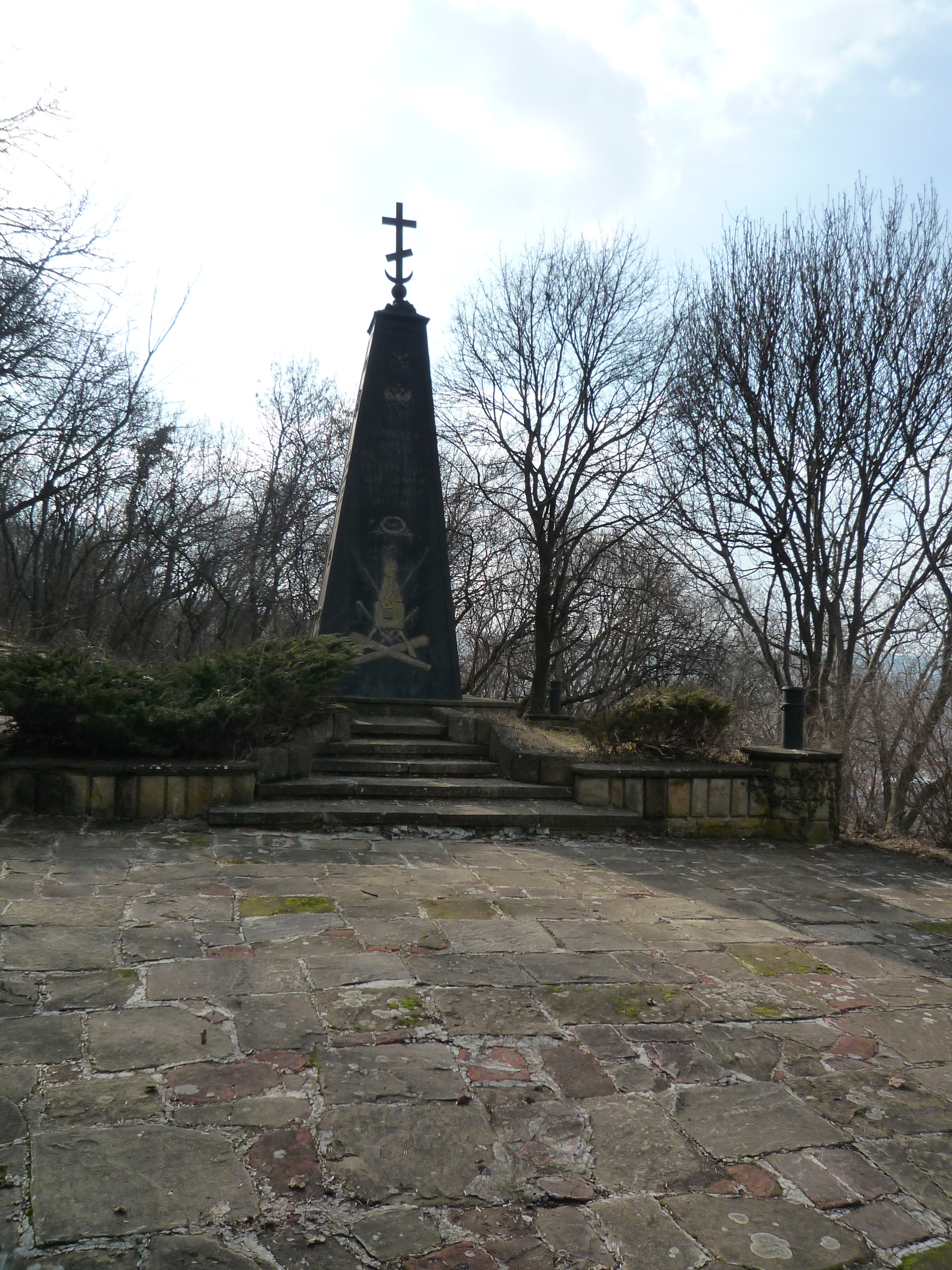
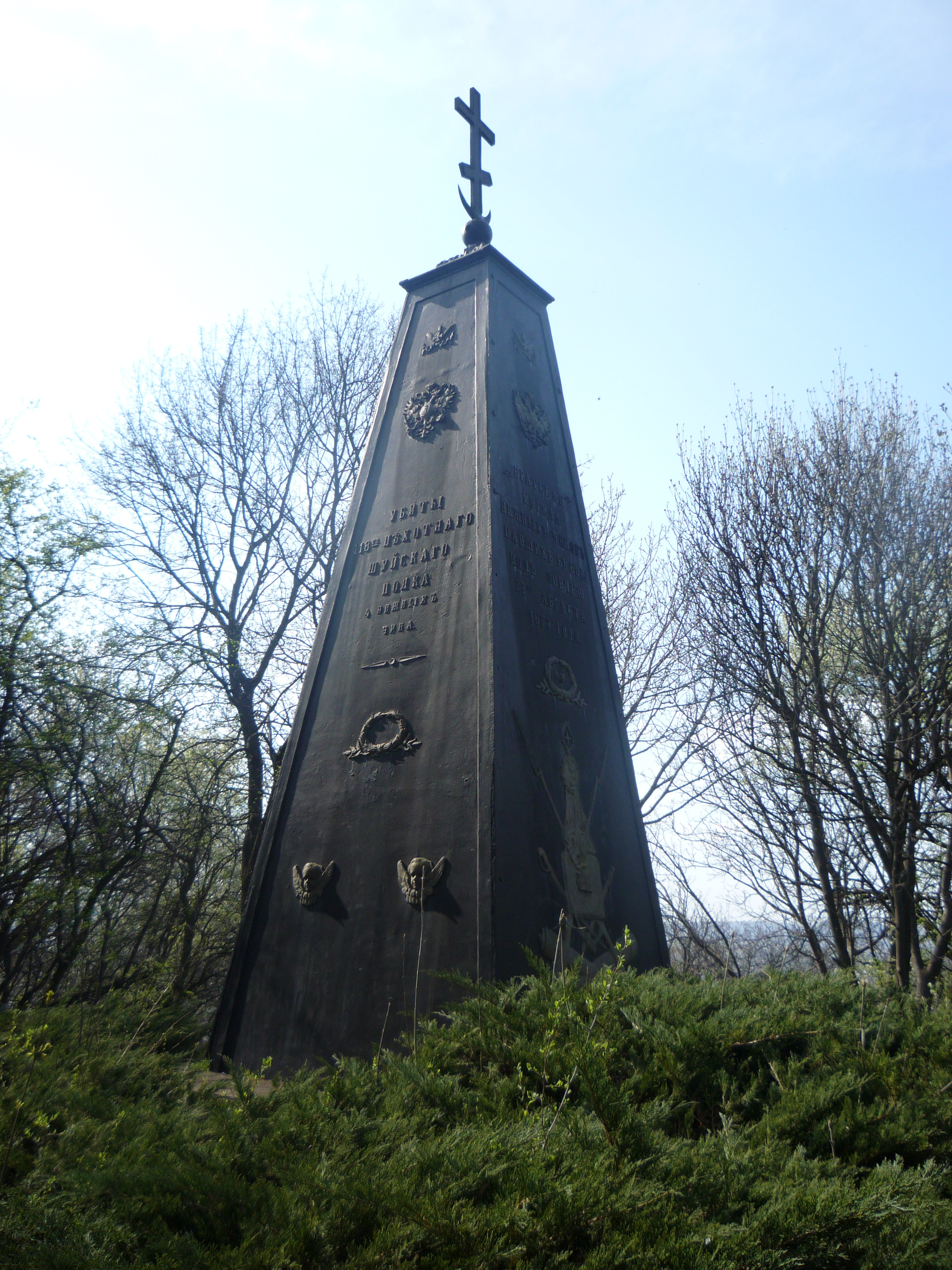